# Cerro Quillimayu Punta
Cerro Quillimayu Punta är ett berg i Bolivia.   Det ligger i departementet Potosí, i den centrala delen av landet, 120 km sydväst om huvudstaden Sucre. Toppen på Cerro Quillimayu Punta är 4 565 meter över havet.
Terrängen runt Cerro Quillimayu Punta är huvudsakligen kuperad. Runt Cerro Quillimayu Punta är det mycket glesbefolkat, med 2 invånare per kvadratkilometer.. 
Omgivningarna runt Cerro Quillimayu Punta är i huvudsak ett öppet busklandskap.